# Oscar Txoperena
Oscar Txoperena, nacido en Yanci (Navarra, España), es un ex pelotari español especialista en la modalidad de pelota mano - trinquete.
Forma parte de una saga de pelotaris, todos ellos manistas, entre los que destaca Miguel Ángel por ser el único que alcanzó el profesionalismo.
Fue seleccionado para disputar los Campeonatos del Mundo de Pelota, disputados en 1982 en México, alcanzado la plata y en 1990 en La Habana, logrando la medalla de bronce.
Dado que su especialidad era el trinquete no dio el paso al profesionalismo, que está más reservado para los manistas que juegan en frontón.